# Luiz Chor
Luiz Chor (Rio de Janeiro, 29 de novembro de 1930 - 31 de março de 2022) foi um empresário brasileiro do ramo da Construção Civil, engenheiro, e líder sindical.
Luiz Chor foi durante muitos anos um dos sócios da Construtora Chozil, uma das mais ativas no ramo da Construção Civil no Rio de Janeiro, e ocupou os cargos de presidente do Sinduscon-Rio (Sindicato da Indústria da Construção Civil no Estado do Rio de Janeiro), entre os anos de 1986 e 1992, e da ADEMI (Associação de Dirigentes de Empresas do Mercado Imobiliário), entre 1984 e 1987. Foi também vice-presidente executivo do Sistema FIRJAN (Federação das Indústrias do Estado do Rio de Janeiro) até 2010.

## Biografia
Filho mais velho de um casal de imigrantes judeus, Luiz Chor nasceu no Rio de Janeiro no final de 1930. Seu pai, nascido na Bessarábia, chegou ao Brasil no início da década de 1920, onde se estabeleceu como vendedor ambulante. Já sua mãe, nascida na então Palestina, era filha de um dos mais famosos líderes comunitários judeus daquela época, Moshé Singer, que exercia as funções de açougueiro kasher e "mohel" (circuncidador de crianças). Sua mãe morreu poucos meses após dar à luz sua terceira filha e Luiz, bem como seu irmão Jacob, foram criados pelos avós maternos.
Em 1949 ingressou na Escola Nacional de Engenharia da Universidade do Brasil (atual Escola Politécnica da Universidade Federal do Rio de Janeiro), onde se formou em 1954, após um período servindo às Forças Armadas no Centro de Preparação de Oficiais da Reserva, o CPOR. Pouco antes de se casar, em 1953, Luiz Chor tornou-se sócio da "Construtora Francesa", fundada anos antes por Jacob Herszenhut e Salomão Fridman. Permaneceu na empresa até 1960, quando tornou-se sócio de seu irmão Jacob e de Mauricio Zylberberg (ambos também engenheiros). Do acrônimo dos sobrenomes Chor e Zylberberg surgiu o nome da nova construtora, a Chozil.
Durante a década de 1970, Luiz passou a militar em diversas entidades ligadas ao setor de construção e corretagem de imóveis. Tornou-se diretor e presidente de várias delas e seu nome passou a ser conhecido nacionalmente graças às campanhas que liderava contra os cartéis de aço e cimento que impediam o crescimento do setor.
Foi também neste período que Luiz Chor foi convidado para presidir o "Grupo de Amigos da Universidade de Tel Aviv no Brasil". À frente do grupo, promoveu um intenso intercâmbio de professores, intelectuais e cientistas brasileiros e israelenses.
Nos anos 90, passou a integrar a diretoria do Sistema FIRJAN, onde chegou à vice-presidência executiva da entidade. Lá, foi o responsável por diverss campanhas de responsabilidade social, tais como a erradicação do analfabetismo entre os operários da Construção Civil e a prevenção da AIDS, em parceria com o sociólogo Herbert de Souza, o "Betinho".
Luiz Chor é detentor de várias comendas, títulos e medalhas outorgadas no Brasil e em Israel.